# Boagrius incisus
Boagrius incisus is een spinnensoort uit de familie Palpimanidae. De soort komt voor in Tanzania.